# Scopula californiata
Scopula californiata är en fjärilsart som beskrevs av Alpheus Spring Packard 1876. Scopula californiata ingår i släktet Scopula och familjen mätare. Inga underarter finns listade.